# Cristóbal López Romero
Cristóbal López Romero SDB (Vélez-Rubio, 19. svibnja 1952.) španjolski je prelat Katoličke Crkve koji je od ožujka 2018. nadbiskup Rabata. Pripadnik je salezijanaca, a prije nego što je postao biskup bavio se pastoralnim radom u Latinskoj Americi, preuzimajući upravne obveze unutar svoga reda.
Papa Franjo ga je 5. listopada 2019. imenovao kardinalom svećenikom crkve San Leone I.